# Victoria Fuller
Victoria Alynette Fuller (nacida el 11 de diciembre de 1970 en Santa Bárbara, California, Estados Unidos) es una modelo, artista, actriz y concursante de realities estadounidense.
Fue Playmate del mes para la revista Playboy en enero de 1996 y ha aparecido en Playboy en numerosas Ediciones Especiales. Nueve años después de su aparición como Playmate, posó para Playboy nuevamente en el número de mayo de 2005.
Fuller apareció en la sexta temporada del espectáculo televisivo The Amazing Race en 2004 junto a su entonces marido. Posteriormente ha aparecido en Battle of the Network Reality Stars, Kill Reality y en una edición VIP del reality Fear Factor.
El 6 de octubre de 2006, dio a luz a su único hijo, Trease Alynette y en 2009, Fuller y su marido, Jonathan, se divorciaron después de un matrimonio de 14 años.
También es artista profesional realizando impresiones y esculturas de arte pop basadas en el mundo de Playboy.

## Apariciones notables como invitada en la televisión
- The Amazing Race 6 interpretando a "Ella misma", (2004) Serie de televisión
- Dr. Phil interpretando a "Ella misma" en el episodio: "Un Especial del Dr. Phil: Rescate Romántico" 15 de febrero de 2005
- Whose Line Is It? interpretando a "Ella misma" (episodio 4.24) 31 de enero de 2002
- Howard Stern interpretando a "Ella misma" 19 de marzo de 2001
- The Man Show interpretando a "Ella misma" en episodio: "Mansión Playboy" (episodio 2.13) 10 de septiembre de 2000
- Married... with Children interprendo a "Modelo #2" en episodio: "Torch Song Duet" (episodio 10.26) 19 de mayo de 1996
- The Girls Next Door interpretando a "Ella misma" Baby Shower organizado por la novia de Hugh Hefner, Holly.